# Stanisław Gawlik (historyk)
Stanisław Gawlik (ur. 10 listopada 1928 w Brzezinach, zm. 23 listopada 2010 w Brzegu) – polski pedagog specjalizujący się w historii wychowania, nauczyciel akademicki związany z uczelniami w Opolu, Legnicy i Mysłowicach.

## Życiorys
W czasie II wojny światowej uczestniczył w tajnych kompletach, gdzie zdobył wykształcenie oraz był członkiem Armii Krajowej. Po jej zakończeniu w 1947 uzyskał świadectwo maturalne i pracował jako nauczyciel w Kamienicy Górnej. Jednocześnie należał do podziemnej organizacji Wolność i Niepodległość. Kilka lat później po odkryciu śladów tej organizacji przez Urząd Bezpieczeństwa schronił się na Dolnym Śląsku w Borku Strzelińskim, pracując w szkole podstawowej jako nauczyciel. W latach 1952–1956 przebywał w więzieniu we Wrocławiu, Rzeszowie i Piechcinie koło Bydgoszczy.
W 1956 został uwolniony i podjął studia historyczne na Wyższej Szkole Pedagogicznej w Krakowie oraz pedagogiczne na Wyższej Szkole Pedagogicznej w Opolu. Równocześnie pracował ponownie jako nauczyciel w Lewinie Brzeskim, Skorogoszczy i Czeskiej Wsi.
W 1966 uzyskał stopień doktora nauk humanistycznych oraz awansował na stanowisko dyrektora Liceum Ogólnokształcącego dla Pracujących w Brzegu, kierując także jego filiami w Grodkowie, Lewinie Brzeskim i Namysłowie. W 1981 został adiunktem na opolskiej WSP. Rok później uzyskał stopień doktora habilitowanego nauk humanistycznych w zakresie pedagogiki na krakowskiej WSP na podstawie pracy: Dzieje kształcenia nauczycieli na Śląsku Opolskim. W 1993 uzyskał stopień profesora.
W latach 1989–1996 był prodziekanem Wydziału Filologiczno-Historycznego WSP w Opolu oraz kierownikiem Instytutu Pedagogiki Wczesnoszkolnej. Następnie w latach 1996–1999 pełnił funkcję dziekana Wydziału Historyczno-Pedagogicznego Uniwersytetu Opolskiego. Wykładał także na Wyższej Szkole Menadżerskiej w Legnicy oraz Górnośląskiej Wyższej Szkole Pedagogicznej im. Kardynała Augusta Hlonda w Mysłowicach.

## Wybrane publikacje
- Dziedzictwo pedagogiczne Klementyny z Tańskich Hoffmanowej, wyd. UO, Opole 1995.
- Oświata i nauka na Śląsku Opolskim, wyd. UO, Opole 1995.
- Raport o stanie kultury wsi w województwie opolskim, wyd. Opolskie Towarzystwo Kulturalno-Oświatowe, Opole 1997.
- Problemy szkoły wiejskiej, wyd. UO, Opole 2000.
- Grzegorz Piramowicz - idee, słowa, czyny, wyd. UO, Opole 2006.